# Солнечное затмение 15 января 1991 года
Солнечное затмение 15 января 1991 года — кольцеобразное солнечное затмение 131 сароса.
Максимальная фаза затмения составила 0,9290 и достигла своего максимума в 23:53:51 UTC. Максимальная длительность фазы — 7 минут и 53 секунды, а лунная тень на земной поверхности достигла ширины 277 км. Следующее затмение данного сароса произошло 22 июля 2009 года.
Затмение 15 января 1991 года стало 1-м солнечным затмением 1991 года и 206-м в XX века.